# La Chapelle-Blanche (Côtes-d'Armor)
La Chapelle-Blanche é uma comuna francesa na região administrativa da Bretanha, no departamento Côtes-d'Armor. Estende-se por uma área de 8,05 km². Em 2010 a comuna tinha 212 habitantes (densidade: 26,3 hab./km²).